# اچ‌ام‌اس اجین‌کورت (دی۸۶)
اچ‌ام‌اس اجین‌کورت (دی۸۶) (به انگلیسی: HMS Agincourt (D86)) یک کشتی بود که طول آن ۳۷۹ فوت (۱۱۶ متر) بود. این کشتی در سال ۱۹۴۵ ساخته شد.